# كريستوفر كيلي
كريستوفر كيلي (بالإنجليزية: Christopher Kelly)‏ هو مؤرخ بريطاني، ولد في 1964.